# ムツェンスク
ムツェンスク（ロシア語: Мценск, ラテン文字転写: Mtsensk）は、ロシアのオリョール州にある都市。人口は3万6960人（2021年） 。モスクワから南西に290 km、州都オリョールから北東へ49 km。モスクワとシンフェロポリを結ぶ高速道路M2が通り、トゥーラ・クルスク・ベルゴロドを結ぶ鉄道が通る。オカ川上流の支流・ズーシャ川沿いにある。

## 歴史
ムツェンスクは、原初年代記のイパチー写本において、1147年の条で「ムィチェンスク」（Мьченск）の名で初出する。当時はチェルニゴフ公国の一部であった。1320年、ムツェンスクはリトアニア大公国に併合され、1504年にモスクワ大公国の一部となり、リトアニア大公国やクリム・ハン国の侵入に対する南部国境の守りの拠点とされた。17世紀以降モスクワ大公国が南に領土を広げると、国境の要塞としての重要性を喪失し、農産物の集散地となった。
1778年に市の地位を得、穀物取引で栄えた。19世紀には織物などの近代的工場も立地し始めた。第二次世界大戦ではモスクワ南方の拠点として独ソ両軍の争奪の対象となっている。

## 経済・観光

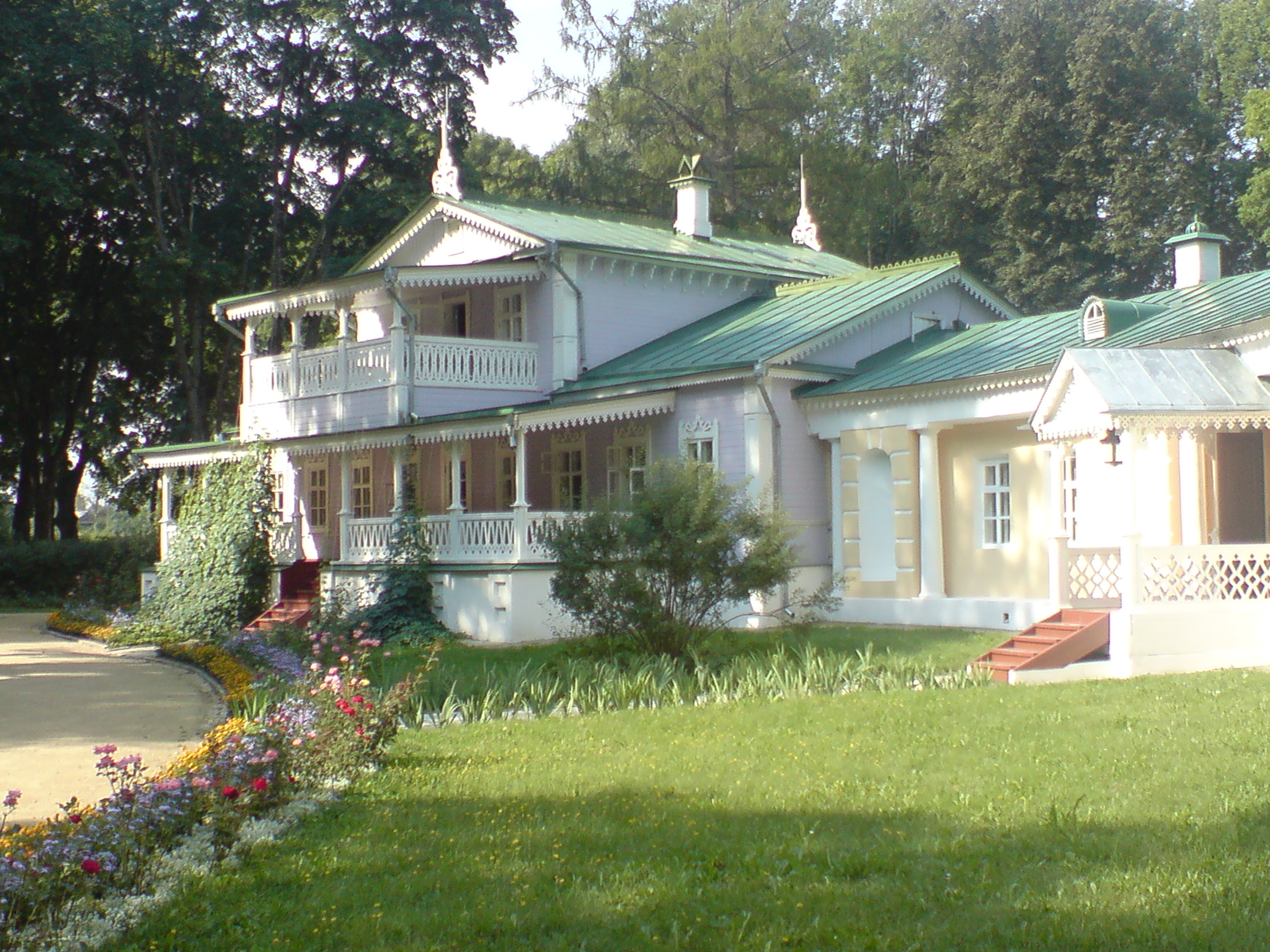
スパスコエ・リトヴィノヴォにあるツルゲーネフの生家

ムツェンスクの今日の工業はそれほど盛んではなく、繊維業やアルミニウム製錬などの工場がある。
イヴァン・ツルゲーネフの生家は15 km北の村スパスコエ＝リトヴィノヴォにあり、博物館を併設する。ムツェンスクには17世紀・18世紀の歴史ある聖堂建築などがよく保存されている。代表的なものに生神女福音大聖堂（1670年代）、至聖三者大聖堂（1777年）がある。
ニコライ・レスコフの小説『ムツェンスク郡のマクベス夫人』、及びこれを原作とするドミートリイ・ショスタコーヴィチのオペラ『ムツェンスク郡のマクベス夫人』の舞台でもある。